# Pictoribus atque poetis quidlibet audendi semper fuit aequa potestas
 Pictoribus atque poetis quidlibet audendi semper fuit aequa potestas  лат. (изговор: пикторибус  аткве поетис квидлибет ауденди семпер фуит еква потестас). Сликари и пјесници увијек су се смјели упустити у шта им драго. (Хорације)

## Поријекло изрека
Изрекао Римски лирски пјесник Хорација у  посљедњи вијек  старе ере.“

## Тумачење
Једино је машти умјетника  допуштена нетачност која се дијаметрално разликују од реалности.